# Кавалерия (фильм, 1936)
«Кавалерия» (итал. Cavalleria) — итальянский художественный фильм, снятый режиссёром Гоффредо Алессандрини в 1936 году.
Премьера фильма состоялась 23 октября 1936 года.

## Сюжет
Действие фильма происходит в Турине в офицерской школе.
Умберто Соларо влюблён в Сперанцу, благородную, но бедную девушку, которая отвечает ему взаимностью, но вынуждена выйти замуж за богатого офицера австрийской армии. Убитый горем Умберто становится инструктором по верховой езде, но во время соревнований его лошадь умирает, и он решает отказаться от верховой езды и стать лётчиком. В финале герой оставляет кавалерию и переходит в авиацию. Во время Первой мировой войны, после многих успешных боевых вылетов, его сбивают и он гибнет. Его останки эскортирует группа товарищей-кавалеристов.

## В ролях
- Амедео Наццари — Умберто Соларо
- Анна Маньяни — Фанни
- Элиза Чегани — Сперанца
- Луиджи Карини — граф Фрассенето
- Марио Феррари — капитан Альберто Понца
- Энрико Виаризио — младший лейтенант Ролла
- Клара Падоа — графиня Клотильда
- Сильвана Якино — Карлотта
- Адольфо Джери — Витторио
- Эрнст Надерни — барон фон Остеррайх
- Нора Д’Альба —  графиня Сэнди
- Сильвио Баголини — Баголини
- Фаусто Гуэрдзони
- Оресте Фарес — доктор
- Вальтер Грант — старший офицер
- Сесил Триан — туринская аристократка
- Микеле Маласпина — кавалерийский офицер
- Альбино Принчипе — муж Карлотты
- Ромоло Коста
- Флавио Диаз
- Феделе Джентиле
- Рита Ливези
- Феличе Минотти
- Марио Ревера
- Джованни Феррари

Фильм участвовал в Венецианском международном кинофестивале 1936 года.
Награждён Кубком Министерства печати и пропаганды Италии.